# Történettudomány
A történettudomány az emberi történelem rendszerbe foglalásával foglalkozó tudomány. A történelem a megvalósult emberi történet leírása. A történetírók vagy történészek művelik. A modern történettudomány a 19. században született.

## A történettudomány kialakulása
A régebbi korokban is népszerű tevékenység volt a történelmi témájú művek készítése, amit történetírásnak nevezünk.  A történetírás elsősorban a közeli vagy távolabbi múlt eseményeinek időrendi sorrendben való feljegyzését jelentette. A legelterjedtebb műfaja a krónika volt. Az események elbeszélése nem volt feltétlenül objektív, függött attól, hogy ki írja le azokat, továbbá attól, hogy az írónak mi tartozott a „múlt” fogalmába, és hogyan magyarázta az emberi társadalom működését. A történetírásnak a történetét, a történészi munkák alakulását és fejlődését, kapcsolatukat az aktuális történelmi időszakkal a historiográfia tudománya vizsgálja.

## A történettudomány forrásai
A történelem tanulmányozását a történettudomány művelői, a történészek elsősorban az írott források, de a kutatás kiterjed az élet melléktermékeként keletkező tárgyi emlékekre is. A forrásokat sokféleképpen csoportosíthatjuk. Az egyik legfontosabb felosztás szerint egyrészt léteznek olyan forrásanyagok, amelyek a társadalmi élet melléktermékeként a különböző intézmények működése vagy bármilyen egyéni tevékenység során keletkeznek (pl. a levéltárakban őrzött hivatalos, jogi, közigazgatási dokumentumok), másrészt léteznek narratív (elbeszélő jellegű) források, amelyek keletkezésének célja az, hogy beszámoljanak valamilyen eseményről. Ezek lehetnek pl. naplók, személyes levelek, de lehetnek maguk a régebbi korok történetírói művei, krónikái is.

## A történettudomány pártatlansága
Az írott források nem mindig állják ki az objektivitás próbáját, tekintve, hogy igen fontos történelmi következménnyel járó események maradhatnak lejegyezetlenül, a feljegyzések elveszhetnek vagy megsemmisíthetik őket, ami által sokszor lényeges összefüggésekre nem derül fény. Emellett az emlékeket befolyásolja a szemtanúk hite, egészségi és lelki állapota, politikai beállítottsága.
Ahhoz, hogy minél inkább objektív képet kaphassunk a különböző történelmi események lefolyásáról, azt kell megállapítanunk, hogy a forrásaink valóban eredetiek-e vagy pedig hamisítványok. A narratív forrásoknál azt is meg kell állapítani, hogy azok szerzője, az események elbeszélője valóban az igazságot akarta-e közölni, vagy egyáltalán volt-e lehetősége arra, hogy valós információkhoz jusson az adott eseményről. Természetesen sokszor megtörténik, hogy a történelmi események feljegyzése nem objektív módon történik. A legtöbb esetben a narratív források csupán kísérletek a leírt események igazolására, magyarázatára, esetleg elferdítésére, a szerzőjük vagy a megbízója személyes érdekeitől függően.
Napóleon azon állítása, miszerint a „történelmet mindig a győztesek írják”, az áltudományos érvelések egyike. Ez azt jelenti, hogy a történetírásnak a legtöbb esetben célja van, ezen célok közül pedig az egyik legfontosabb a propaganda. Ezt a történetírást azonban általában nem történészek, hanem propagandisták végzik. Az a történész, amelyik beáll a propaganda szolgálatába, utólag egészen biztosan elveszti a történettudományban a történészi jelzőt, ahogyan azt például a náci Németország akkori történészeinél történt. Ezért Napóleon fent idézett szállóigéje nem a történettudományt minősíti, hanem annak felhasználóit, és többnyire azok szokták ezt emlegetni, akik a történettudomány lejáratásán dolgoznak. Napóleon nemhogy történész nem volt, de semmilyen tudományos képzettséggel nem rendelkezett, így semmiféle tudományt érintő megállapítást releváns módon nem is tehetett.
A mai történészek fontos feladata, hogy egy bizonyos történelmi távlatból figyelve az eseményeket (legalább 50 év, habár ez is rendkívül csekély idő) igyekezzenek a különböző források alapján objektíven rekonstruálni a múlt eseményeit. Az objektivitás a történettudományban nem a források objektivitását jelenti, hanem a feldolgozás módszertanát.

## Fontosabb történelemtudományi folyóiratok
- 1840 Historisk tidsskrift (Dánia)
- 1859 Historische Zeitschrift (Németország)
- 1866 Archivum historicum, később Historiallinen arkisto (Finnország)
- 1867 Századok
- 1871 Historisk tidsskrift (Norvégia)
- 1876 Revue Historique (Franciaország)
- 1881 Historisk tidskrift (Svédország)
- 1886 English Historical Review (Anglia)
- 1895 American Historical Review (USA)
- 1914 Mississippi Valley Historical Review (1964 óta Journal of American History) (USA)
- 1916 The Journal of Negro History
- 1916 Historisk tidskrift för Finland (Finnország)
- 1918 Hispanic American historical review
- 1928 Scandia (Svédország)
- 1929 Annales. Économies. Sociétés. Civilisations
- 1952 Past & present: a journal of historical studies (Nagy Britannia)
- 1953 Vierteljahrshefte für Zeitgeschichte (Németország)
- 1956 Journal of the Historical Society of Nigeria (Nigéria)
- 1960 Journal of African History (Cambridge)
- 1960 Technology and culture: the international quarterly of the Society for the History of Technology (USA)
- 1975 Geschichte und Gesellschaft. Zeitschrift für historische Sozialwissenschaft (Németország)
- 1976 Journal of Family History
- 1982 Storia della Storiografia — History of Historiography — Histoire de l'Historiographie — Geschichte der Geschichtsschreibung
- 1982 Subaltern Studies (Oxford University Press)
- 1986 Zeitschrift für Sozialgeschichte des 20.und 21. Jahrhunderts, 2003 óta: Sozial.Geschichte. Zeitschrift für historische Analyse des 20. und 21. Jahrhunderts (Németország)
- 1990 Gender and history
- 1990 L'Homme. Zeitschrift für feministische Geschichtswissenschaft  (Ausztria)
- 1990 Österreichische Zeitschrift für Geschichtswissenschaften
- 1992 Women's History Review
- 1993 Historische Anthropologie

## Kapcsolódó irodalom
- Burckhardt, Jacob: Világtörténelmi elmélkedések. Bevezetés a történelem tanulmányozásába (ford. Báthori Csaba, Hidas Zoltán, jegyz. Hidas Zoltán), Atlantisz Könyvkiadó, Budapest, 2001 (Circus Maximus), ISBN 9639165239
- Koselleck, Reinhart: Elmúlt jövő. A történeti idők szemantikája (ford. Hidas Zoltán), Atlantisz Könyvkiadó, Budapest, 2003 (Circus Maximus), ISBN 9789639165687
- Koselleck, Reinhart: Kritika és válság. Tanulmány a polgári világ patogeneziséről (ford. Boros Gábor), Atlantisz Könyvkiadó, Budapest, 2016 (Circus Maximus), ISBN 9789639777262